# Inflikted
Inflicted — дебютный студийный альбом бразильско-американской грув-метал группы Cavalera Conspiracy, созданной в 2007 году братьями Игорем и Максом Кавалера, выпущен в 2008 году на лейбле Roadrunner Records.
Группа Sepultura внесла огромный вклад в развитие металлической сцены, не в последнюю очередь благодаря сотрудничеству создателей группы — братьев Макса и Игоря Кавалера. Однако несмотря на поднятый шум по поводу их воссоединения,Inflikted, являющийся их первой совместной работой за последние 10 лет, звучит скорее как запись воскресного джема, будто бы и не являясь продуктом деятельности двух значимых артистов, навёрстывающих упущенное.

## Список композиций
Композитор всех песен — Макс Кавалера, кроме Ultra Violent, написанного совместно с Джо Дуплантье
1. «Inflikted» (Нанесённый) — 4:32
2. «Sanctuary» (Убежище) — 3:23
3. «Terrorize» (Терроризируй) — 3:37
4. «Black Dark Ark» (Темная чёрная арка) — 4:54
5. «Ultra-Violent» (Ультра-жестокий) — 3:47
6. «Hex» (Яга) — 2:37
7. «The Doom of All Fires» (Судьбы всех огней) — 2:12
8. «Bloodbrawl» (Кровавая драка) — 5:41
9. «Nevertrust» (Никогда не доверяйте) — 2:23
10. «Hearts of Darkness» — 4:29
11. «Must Kill» (Должен убить) — 5:56
12. «The exorcist» (cover Possessed) — 3:26
13. «In Conspiracy» (В заговоре) — 3:51

## Участники записи
- Макс Кавалера — вокал, ритм-гитара
- Игорь Кавалера — барабаны
- Марк Риццо — соло-гитара
- Джо Дюплантье — бас-гитара

## Позиции в чартах
| Страна                  | Позиция |
| ----------------------- | ------- |
| Австралия               | 40      |
| Австрия                 | 27      |
| Бельгия (Фландрия)      | 40      |
| Бельгия (Валлония)      | 89      |
| Финляндия               | 21      |
| Франция                 | 47      |
| Германия                | 27      |
| Ирландия                | 99      |
| Нидерланды              | 44      |
| Швейцария               | 70      |
| Соединённое Королевство | 77      |
| Соединённые Штаты       | 72      |